# Мещерские (фильм)
«Меще́рские» — российский художественный фильм 1995 года по мотивам рассказов Ивана Бунина «Натали», «Таня», «В Париже».
Драматическая хроника семьи Мещерских — рассказ о послереволюционной жизни представителей русской интеллигентской семьи.

## В ролях
| Актёр               | Роль                                      |
| ------------------- | ----------------------------------------- |
| Елена Дробышева     | Софья Мещерская                           |
| Анастасия Немоляева | подруга Сони Натали Станкевич             |
| Елена Ивасишина     | служанка Таня                             |
| Денис Карасев       | кузен Сони Виталий Мещерский              |
| Лев Дуров           | отец Сони Александр Мещерский             |
| Владимир Гостюхин   | эмигрант, бывший генерал Николай Платоныч |
| Галина Стаханова    | нянька                                    |
| Татьяна Шитова      | эпизод                                    |
| Наталья Хорохорина  | повариха                                  |
| Фёдор Валиков       | эпизод                                    |
| Валерий Долженков   | эпизод                                    |
| Ольга Чечеткина     | хозяйка дома                              |

## Съёмочная группа
- Автор сценария: Борис Яшин (по произведениям Ивана Бунина)
- Режиссёр: Борис Яшин
- Оператор: Владимир Папян
- Художник: Михаил Карташов
- Композитор: Юрий Саульский

## Съёмки
Внутренняя часть усадьбы была смонтирована в павильоне, её внешний вид — кадры с различных мест, например, веранда снята в музее Толстого, натура снималась под Звенигородом.
Часть фильма, экранизирующая рассказ «В Париже», снималась в Париже во Франции, исполнительным продюсером выступил Ришар Дельмот, владелец французской фирмы «Космос», и как отметил режиссёр Борис Яшин, он бы не стал снимать эту часть картины не в Париже, а как обычно в советском кино в Таллине или Риге: «Париж должен был снят был в Париже».
Фильм стал последним фильмом режиссёра Бориса Яшина.

## Критика
Хотя режиссёр отмечал что «мы старались ни в коем случае не отходить от Бунина» (и критикой замечено что это действительно так — сюжетные перипетии бунинских рассказов в фильме практически не изменены, сохранен и литературный текст), и свою задачу видел в том лишь, чтобы «разбавить» прозу Бунина, но критикой было отмечено:

В результате такого «разбавления» фильм превратился в набор красивых открыток с видами. «Разбавленная» драматичность превратилась в длинную обстоятельную мелодраму, совершенно лишенную той, подчас невероятно злобной, ностальгии, что свойственна эмигранту Бунину. Сочность стала старательной изобразительностью. Глубина объёма — линейной последовательностью сюжетных ходов. Ностальгия — много раз виденным набором красивых картинок. Фильм «Мещерские» — не равноценный бунинской прозе «кинопродукт». Но что же в этом ужасного? Ровным счетом ничего. Ничего, потому что этот фильм можно смотреть в качестве пусть и вялой, но всё-таки мелодрамы.— журнал «Искусство кино», № 8, 1996 год

## Призы и номинации
- По версии журнала «Огонёк» фильм вошёл в Хит-парад 10 фильмов 1995 года, набрав 3,6 балла и заняв 8 место.[2]
- Приз имени Франсуа Шале на IV фестивале «Русское кино» в Онфлёре, Франция, 1996 год.[3]
- Номинация на премию «Ника-1996» за музыку к фильму (композитор Юрий Саульский).